# Aporophyla scriptura
Aporophyla scriptura är en fjärilsart som beskrevs av Freyer 1847. Aporophyla scriptura ingår i släktet Aporophyla och familjen nattflyn. Inga underarter finns listade i Catalogue of Life.